# Colonia Puente Pantitlán
Colonia Puente Pantitlán är en ort i Mexiko.   Den ligger i kommunen Tlayacapan och delstaten Morelos, i den sydöstra delen av landet, 60 km söder om huvudstaden Mexico City. Colonia Puente Pantitlán ligger 1 350 meter över havet och antalet invånare är 531.
Terrängen runt Colonia Puente Pantitlán är kuperad norrut, men söderut är den platt. Runt Colonia Puente Pantitlán är det mycket tätbefolkat, med 1 056 invånare per kvadratkilometer. Närmaste större samhälle är Cuautla Morelos, 13,6 km söder om Colonia Puente Pantitlán. Omgivningarna runt Colonia Puente Pantitlán är en mosaik av jordbruksmark och naturlig växtlighet.